# Hella (compañía)
HELLA GmbH & Co. KGaA (popularmente 'Hella') es una compañía internacional alemana proveedora de partes automotrices cuyos cuarteles centrales se encuentran en Lippstadt, Renania del Norte-Westfalia, Alemania. La compañía se dedica al desarrollo y manufactura de componentes electrónicos, iluminación y sistemas para la industria automotriz. Actualmente cuenta con una de las más grandes organizaciones de comercio para venta de autopartes, accesorios y servicios en Europa.

## General

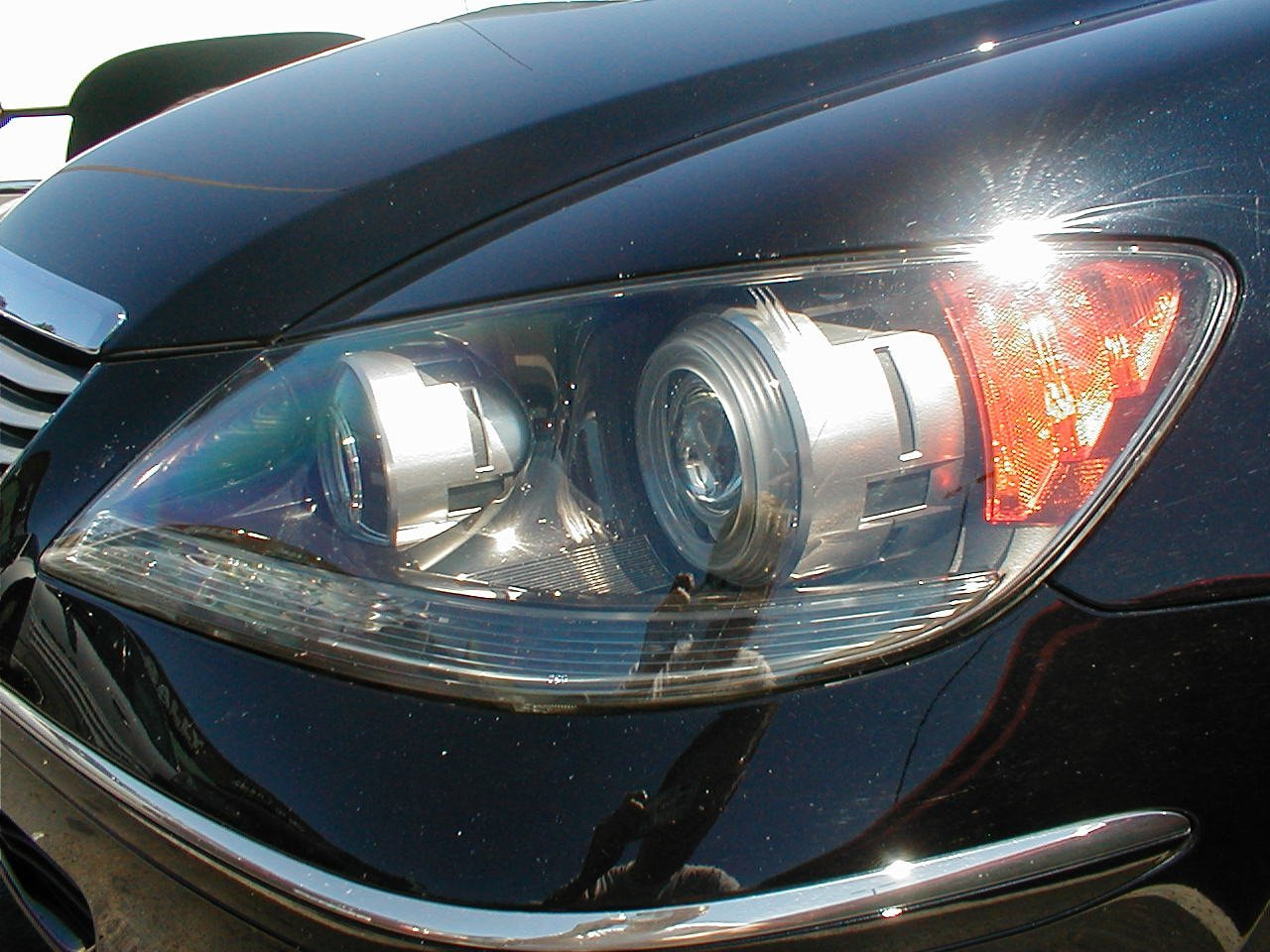
Faro de un automóvil. Especialidad de Hella.

Hella es uno de los proveedores más importantes de autopartes, colocándose así entre los 50 líderes en el ramo y las 100 compañías industriales más grandes en Alemania. Su número de empleados asciende a 30 700 personas, las cuales ejercen en más de 100 ubicaciones en más de 35 países. Se estima que Hella destina más de 5800 ingenieros y técnicos para trabajar continuamente en investigación y desarrollo.

## Historia
Hella fue fundada por Sally Windmüller en 1899 bajo el nombre de Westfälische Metall-Industrie Aktien-Gesellschaft (WMI) para producir cláxones y lámparas de queroseno para carruajes.
El nombre de Hella apareció por primera vez en 1908 como una marca comercial enfocada a los faros. En 1923, la familia manufacturera Lüdenscheider Hueck se hizo con la mayoría de las acciones, y desde entonces Heck está incluido en su nombre oficial. Por otra parte, no fue sino hasta 1986 que Hella fue incluido finalmente en el mismo.
La explicación habitual del nombre 'Hella'  es que Sally, su fundador, quería hacer honor a su esposa Hellen – cuya abreviación es Hella –, e ingeniosamente implicó un juego de palabras con Hell; que en alemán significa ‘brilloso’ o ‘reluciente’.
Después de la Segunda Guerra Mundial, la compañía comenzó su expansión, de tal manera que en 1951 la primera subsidiaria se fundó en Wembach, misma que incrementaría en número y se transformaría con el paso del tiempo hasta un actual de seis plantas de producción en Alemania, las cuales se encuentran en Lippstadt, Bremen, Recklinghausen, Hamm, Nellingen y Wembach.
Su temprana internacionalización y la creación de una red de distribución mundial a principios de la segunda parte del siglo XX resultó en una compañía que se benefició ampliamente por esta iniciativa tanto a sí misma como a sus socios y subsidiarios. En 1961, por ejemplo, se fundó la primera planta extranjera en Mentone, Australia. Años más tarde, Hella fijaría su atención en otros países del mundo como Rumanía y Brasil, pero especialmente en México al considerarlo un campo de oportunidad, y gracias al apoyo de Ford Motor Company logra adentrarse en el mercado nacional como se enlista a continuación.
- 1964: Hella KG adquiere EOSA S.A. de C.V., una planta dedicada a la fabricación de luces en el Estado de México.
- 1985: Se funda Equipo Automotriz S.A. de C.V con el fin de fabricar componentes electrónicos
- 2001: EOSA instala dos plantas productivas en Tlalnepantla de Baz para producir faros y lámparas traseras, respectivamente.
- 2008: Se crea Hella Corporate Center Mexico (HCCM) para llevar un control administrativo en México y dar imagen corporativa. Más tarde, ubicó una planta más para el desarrollo de actuadores y componentes electrónicos de iluminación.
- 2012: En enero se lanza el Centro de Diseño y Desarrollo para Iluminación en El Salto (Jalisco). En abril, se da forma la estructura corporativa actual bajo el nombre HAM (Hella Automotive México S.A. de C.V.) como subsidiaria de Hella KG.
- 2013: En octubre se da lugar al Centro de Diseño y Desarrollo para Electrónicos, nuevamente en El Salto, Jalisco.
- 2014: En enero se apertura la planta de iluminación en Irapuato, Guanajuato con una inversión de más de 90 millones de USD. Esta planta es una de las más avanzadas a nivel mundial y la quinta planta productiva que Grupo Hella lanza en México.

## Actualidad

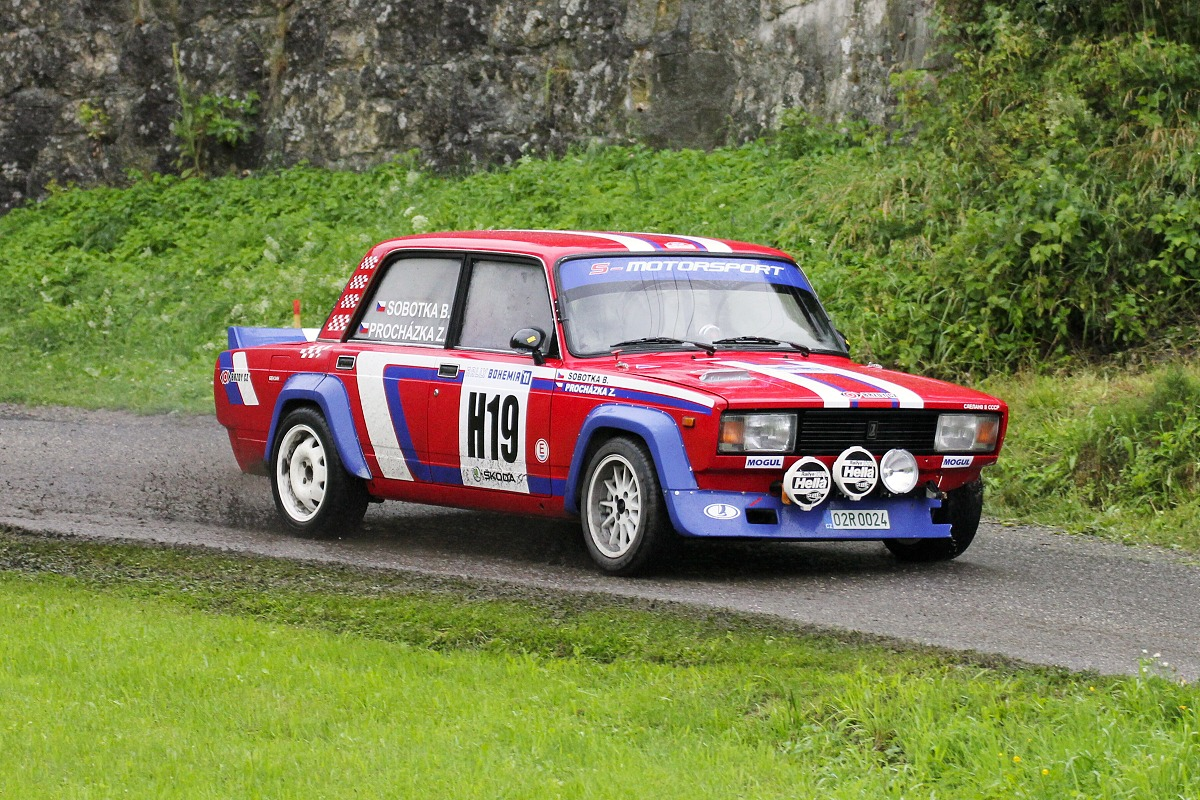
Faros de Hella montados en un auto Rally en Bohemia, 2011.

Desde la década de 1990, Hella ha sido parte de varias empresas conjuntas con otros proveedores de partes automotrices, las cuales se han beneficiado en experiencias y ganancias con el fin de diversificar sus áreas de negocios. Por el momento, Hella copera con numerosas compañías tales como Mahle GmbH, Plastic Omnium, Samlip, Leoni, Mando, TMD Friction and InnoSenT GmbH. 
En 2008, Hella creó otra empresa conjunta con especialistas de diagnósticos: Gutmann Messtechnik GmbH, con el fin de desarrollarse en dicha área. En el mismo año, se anunció que la compañía prestaría más atención a aspectos más allá del ámbito automotriz tradicional. Más tarde, Hella habría de vender a la subsidiaria danesa Holger Christiansen A/S a Bosch.
Por causa de fuertes fluctuaciones en el mercado, Hella registró una pérdida en el año fiscal 2005/06. La alta administración decidió bajar sus costos e incrementar la eficiencia. En consecuente, los siguientes años se registraron ganancias que han ido creciendo con el paso del tiempo. Desde entonces, Hella se ha identificado como una empresa que se enfoca primordialmente en la calidad, limpieza y efectividad de los productos.
En el año 2021 el grupo de ingeniería francés Faurecia pacta la compra del 60% de Hella a la familia Hueck por 6.800 millones de euros.